# José Maria Carneiro
José Maria Carneiro (Diamantina, 1º de maio de 1942), mais conhecido como Noventa, é um ex-jogador de futebol. Atuou pelo Imperial (MG), Comercial (SP), América (MG) e Siderúrgica (MG), sendo campeão mineiro por este time em 1964 e pelo Atlético Mineiro.

## Títulos
Siderúrgica
- Campeonato Mineiro: 1964